# Paranatellon

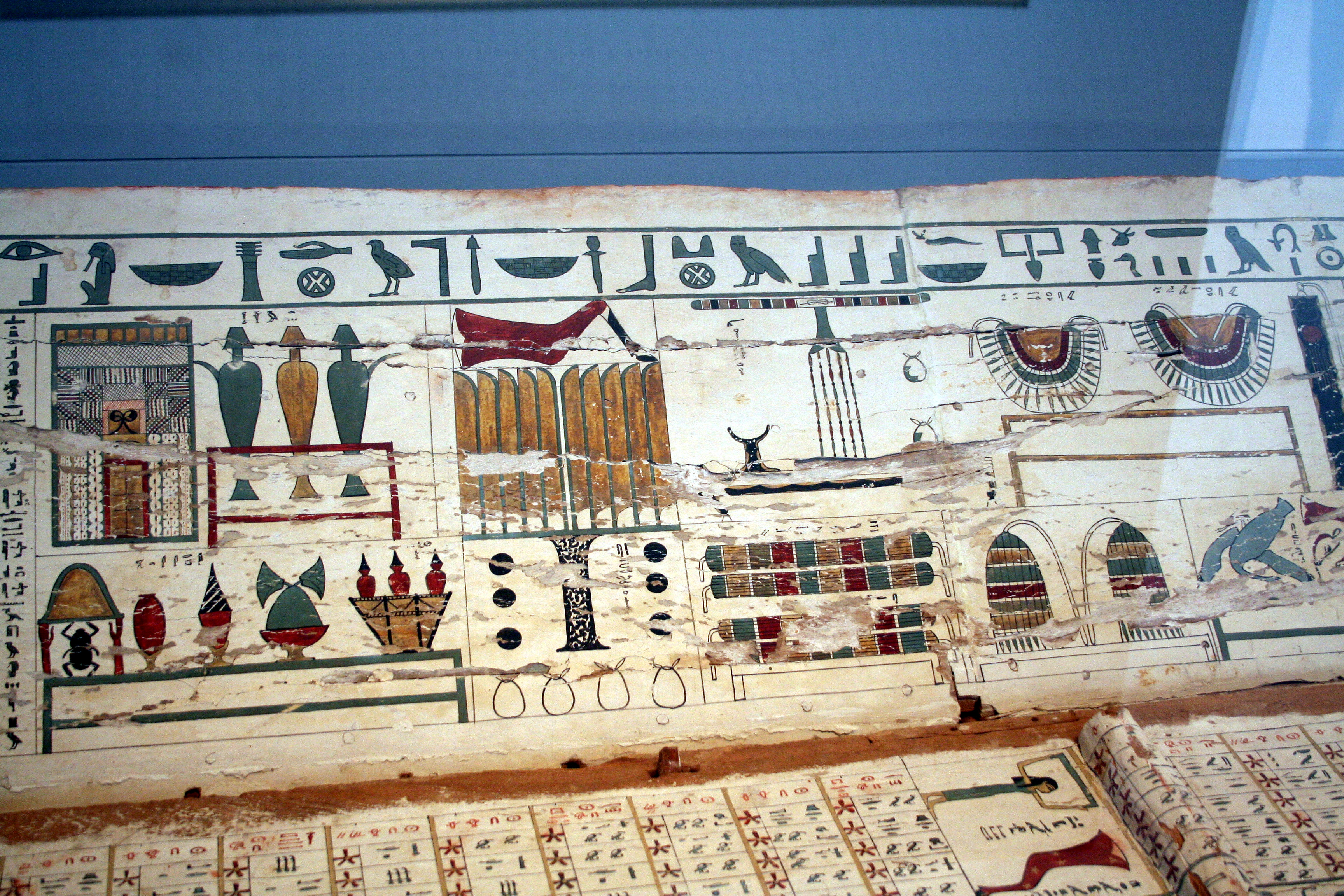
Tavola delle stelle diagonali, risalente all'XI dinastia egizia, ritrovata nei pressi di Asyūṭ.

Paranatellon (plurale: paranatellonta) è un termine che in greco antico significa "che sorge insieme". Viene usato per caratterizzare le stelle o costellazioni che sorgono simultaneamente a una data stella o costellazione, ad esempio uno dei decani. I "Paranatellonta" furono studiati da Teucro di Babilonia (un astrologo greco del I secolo) nell'opera omonima, che venne tradotta in persiano e quindi in arabo. Attraverso l'opera di Albumasar (Abū Maʿshar) il catalogo stellare passò agli astrologi occidentali, fra cui Pietro d'Abano e Michele Scoto, confluendo nel manoscritto "De sphaera barbarica" studiato e pubblicato nel 1903 dal filologo tedesco Franz Boll.
Il termine venne inizialmente utilizzato per indicare una costellazione extra-zodiacale che sorge assieme ad una costellazione dello zodiaco. L'esempio più noto è la costellazione dell'Aquila, che è un paranatellon dello Scorpione e che perciò sembrerebbe rappresentarlo in alcune iconografie, come secondo alcuni nel tetramorfo. In questa accezione esistono solo 72 paranatellonta.
La nozione di "paranatellon" trova applicazione principalmente in astrologia, ma può essere applicata anche in senso traslato in altri campi.
Nell'astrologia egizia viene associato un paranatellon ad ognuno dei 360° dell'eclittica lungo cui scorre il Sole, assegnando così un asterismo diverso a quasi tutti i giorni dell'anno.
La caratteristica di levata simultanea è modificata dalla precessione degli equinozi.